# Departament de la Cordillera
El departament de la Cordillera (en castellà i oficialment, Departamento de la Cordillera) és un dels 17 departaments del Paraguai. El seu codi ISO 3166-2 és PY-3.

## Geografia
Es troba al centre del país i limita:
- al nord, amb el departament de San Pedro ;
- a l'est, amb el departament de Caaguazú ;
- al sud, amb el departament de Paraguarí ;
- a l'oest, amb el departament Central ;
- al nord-oest, amb el departament de Presidente Hayes.

## Subdivisions
El departament està dividit en vint districtes:
1. Altos
2. Arroyos y Esteros
3. Atyrá
4. Caacupé
5. Caraguatay
6. Emboscada
7. Eusebio Ayala
8. Isla Pucú
9. Itacurubí de la Cordillera
10. Juan de Mena
11. Loma Grande
12. Mbocayaty del Yhaguy
13. Nueva Colombia
14. Piribebuy
15. Primero de Marzo
16. San Bernardino
17. San José Obrero
18. Santa Elena
19. Tobatí
20. Valenzuela